# بیلی مک‌کالا
بیلی مک‌کالا (انگلیسی: Billy McCullough؛ زادهٔ ۲۷ ژوئیهٔ ۱۹۳۵) بازیکن فوتبال اهل بریتانیا است.
از باشگاه‌هایی که در آن بازی کرده‌است می‌توان به باشگاه فوتبال آرسنال، باشگاه فوتبال بدفورد تاون، باشگاه فوتبال میلوال، و تیم ملی فوتبال ایرلند شمالی اشاره کرد.
وی همچنین در تیم ملی فوتبال ایرلند شمالی بازی کرده‌است.